# Bruno Pammer

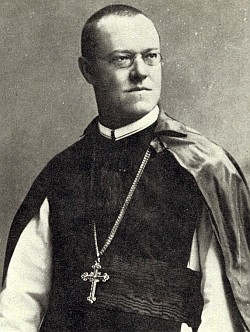
Abt Bruno Pammer (1912)

 Bruno Pammer SOCist (* 30. Januar 1866 in Rosenberg, Königreich Böhmen; † 22. November 1924 in Kolín, Tschechoslowakei) war der 42. und vorletzter Abt des Klosters Hohenfurth. 

## Leben und Wirken
Joseph Pammer studierte Theologie in Budweis und trat am 2. August 1884 in das Noviziat der Zisterzienserabtei Hohenfurt ein, wo er den Ordensnamen Bruno annahm. Er legte am 27. Mai 1888 die Profess in die Hände des Abtes Leopold Wackarž ab und empfing die Priesterweihe am 22. Juli 1888 vom Budweiser Bischof Martin Josef Říha. Ab 1900 leitete er de facto die Zisterzienserabtei Hohenfurth und wurde nach dem Ableben von Leopold Wackarž am 14. Mai 1902 zu seinem Nachfolger gewählt, die am 7. Juni vom Generalvikar Theobald Grasböck gestätigt wurde. Am 8. Juni 1902 fand die Benediktion durch Martin Říha statt. Die Männerwallfahrt nach Maria Rast bei Hohenfurth geht auf seine Initiative zurück. Er hielt 1921 den ersten Böhmerwald-Katholikentag ab, im Jahr 1923 wurde er Abtpräses der tschechoslowakischen Zisterzienserkongregation.
1908 wurde Pammer böhmischer Landtagsabgeordneter und 1909 Mitglied des Herrenhauses.